# Rockstar London
Rockstar London es el segundo estudio más reciente en incorporarse a la familia de Rockstar Games tras fundarse en 2005. Tiene su sede en Kings Road, en el barrio londinense de Chelsea, en el mismo edificio que las oficinas centrales de la sección europea de publicidad de Rockstar Games. Entre sus últimos trabajos cabe destacar Manhunt 2 para PlayStation 2.
En junio de 2008, Rockstar London fue nominado en los Develop Industry Excellence Awards de 2008 por el mejor estudio europeo/británico junto a Finblade, Konami Paris, Oxygen Studios y Doublesix.

## Videojuegos
- Manhunt 2 (2007) (PC, PS2, PSP, Wii) (con Rockstar North, Rockstar Leeds y Rockstar Toronto)
- Midnight Club: L.A. Remix (2008) (PSP) (con Rockstar San Diego)[1]
- Max Payne 3 (2012) (PS3, Xbox 360, PC & Mac OS)[2] (Con Rockstar Studios)
- ￼Grand Theft Auto V (2013) (PS3, Xbox 360, PS4 Xbox One & PC)  (con Rockstar North & Rockstar Studios)
- Red Dead Redemption 2 (2018) (PS4 & Xbox One) (Con Rockstar Studios)